# Tewdrig
Tewdrig, in latino Theodoricius, in inglese Theodoric (580 circa – 630), è stato sovrano del Gwent e del Glywysing.

## Biografia

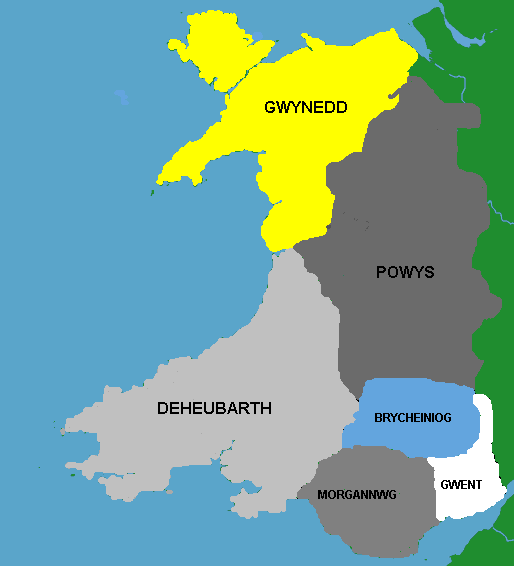
Regni medioevali del Galles

Regnò agli inizi del VII secolo, anche se poco si conosce sul suo regno. In tarda età abdicò in favore del figlio Meurig II e divenne eremita a Din-Teyryn (Tintern). Subito dopo, tuttavia, i sassoni invasero il Gwent. Dato che i monasteri locali furono particolarmente colpiti dai loro raid, Tewdrig decise di uscire dal suo isolamento e di impugnare ancora una volta la spada in difesa della Chiesa.
Insieme al figlio Meurig, respinse la minaccia sassone. Ferito gravemente nella battaglia di Pont-y-Saeson, morì. Re Meurig costruì una grande chiesa sul posto della morte del padre, che prese il nome di Merthyr-Teyryn (Mathern).

## Culto
La Chiesa cattolica lo considera santo e lo ricorda il 12 settembre.